# 可唤醒I/O
可唤醒I/O（Alertable I/O）是一种重叠I/O，发起I/O请求的线程在可唤醒状态下（alertable state）执行I/O请求的完成例程。也即完成例程作为回调函数（callback function），被这个线程异步过程调用。
线程只有在执行下述API函数之一，并设置适当的参数标记时，才阻塞于可唤醒状态：
- SleepEx
- WaitForSingleObjectEx
- WaitForMultipleObjectsEx
- SignalObjectAndWait
- MsgWaitForMultipleObjectsEx